# Блажо Димитровски
Блаже Ристов Димитровски, още Блаже Рогузинаро (на македонска литературна норма: Блаже Ристов Димитровски-Рогузинаро), е югославски партизанин и деец на НОВМ.

## Биография
Роден е през 1904 година в битолското село Путурус, тогава в Османската империя. Отива да работи във Франция, за да припечели пари. Докато е там влиза във Френската комунистическа партия. След окупацията на Югославия в неговия апартамент се събират други партизани като Мирче Ацев и Стефан Наумов. След създаването на Партизанския отряд „Пелистер“ влиза в него. Арестуван е след престрелка с полицията. Съден е и обесен в Скопие.